# نادي سامتريديا
نادي سامتريديا لكرة القدم (بالجورجية: სკ სამტრედია) هو نادي كرة قدم جورجي يقع مقره في مدينة سامتريديا. تأسس سنة 1936. يلعب النادي في دوري اوماجليسي وموطنه هو استاد إروسي مانجغالادزه.